# 1882年逝世人物列表
1882年逝世人物列表：1月 - 2月 - 3月 - 4月 - 5月 - 6月 - 7月 - 8月 - 9月 - 10月 - 11月 - 12月
下面是1882年逝世的知名人士列表。

## 1月

### 1月6日
- 小理查·亨利·達納，加利福尼亞州達納角的創始人

### 1月7日
- 伊格納西·盧卡謝維奇，波蘭藥劑師，第一種從滲油中蒸餾煤油的方法的發明者，第一盞油燈的創造者

### 1月10日
- 亨利·朱爾斯·巴塔耶，法國將軍

### 1月11日
- 西奧多·施萬，德國生理學家

### 1月13日
- Juraj Dobrila，克羅埃西亞主教

### 1月27日
- 羅伯特·克利斯蒂森，蘇格蘭毒理學家、醫生

## 2月

### 2月5日
- 伊莉莎白·路易莎·福斯特·馬瑟，美國作家

## 3月

### 3月9日
- 乔瓦尼·兰萨，義大利政治家

### 3月19日
- 卡爾·羅伯特·雅各森，愛沙尼亞作家、政治家和教師

### 3月21日
- 康斯坦丁·博西亞努，羅馬尼亞第四任總理

### 3月23日
- 古斯塔夫·斯科特，美國海軍上將

### 3月24日
- 亨利·華茲華斯·朗費羅，美國作家

## 4月

### 4月3日
- 杰西·詹姆斯，美國西部亡命之徒

### 4月9日
- 但丁·加百列·羅塞蒂，英國詩人、畫家

### 4月11日
- 約翰·倫特霍爾，美國海軍建築師、造船廠

### 4月14日
- 亨利·吉法德，法國熱氣球運動員、航空先驅

### 4月17日
- 喬治·詹寧斯，英國衛生工程師
- 安東尼奧·豐塔內西，義大利畫家

### 4月19日
- 查尔斯·达尔文，英國博物學家

### 4月25日
- 約翰·卡爾·弗裡德里希·佐爾納，德國天體物理學家

### 4月27日
- 拉尔夫·沃尔多·爱默生，美國哲學家、作家

## 5月

### 5月3日
- 列奧尼達斯·斯莫倫茨，奧地利-希臘將軍兼陸軍部長[1]

### 5月5日
- 約翰·羅傑斯，美國海軍上將

## 6月

### 6月2日
- 朱塞佩·加里波第，義大利愛國者

### 6月3日
- 克利斯蒂安·威爾伯格，德國畫家

### 6月22日
- 巴勃羅·布伊特拉戈·貝納文特，尼加拉瓜第一位民選最高統帥[2]

### 6月25日
- 弗朗索瓦·茹弗羅伊，法國雕塑家

### 6月30日
- 阿爾貝托·亨舍爾（Alberto Henschel），德裔巴西攝影師，商人
- Charles J. Guiteau，美國傳教士、作家、律師、刺殺詹姆斯·加菲爾德（James A. Garfield）（被處決）

## 7月

### 7月4日
- 約瑟夫·布蘭克特，美國沙克爾宗教領袖、作曲家

### 7月7日
- 米哈伊尔·德米特里耶维奇·斯科别列夫，俄羅斯將軍

### 7月13日
- 約翰尼·林戈，美國牛仔

### 7月16日
- 玛丽·托德，美國第一夫人

### 7月19日
- 約翰·威廉·比恩，英國罪犯

### 7月20日
- 范妮·帕內爾，愛爾蘭詩人，女士土地聯盟的創始人

## 8月

### 8月4日
- 撒母耳·巴倫·斯蒂芬斯，美國律師和政治家

### 8月13日
- 威廉·斯坦利·杰文斯，英國經濟學家和邏輯學家

### 8月16日
- 奧古斯特-亞歷山大·杜克羅，法國將軍

### 8月25日
- 弗裡德里希·萊因霍爾德·克羅伊茨瓦爾德，愛沙尼亞作家、醫生

### 8月31日
- 佩德羅·路易士·拿破崙·切爾諾維茲，巴西醫生、作家和出版商

## 9月

### 9月8日
- 約瑟夫·利烏維爾，法國數學家

### 9月14日
- Georges Leclanché，法國電氣工程師和發明家

### 9月16日
- 愛德華·布韋里·普西，英國教士

### 9月23日
- 弗裡德里希·沃勒，德國化學家

### 9月30日
- 何塞·米拉·維道爾，瓜地馬拉作家

## 10月

### 10月13日
- 阿蒂尔·德·戈比诺，法國作家、人口學家

## 11月

### 11月7日
- 朱利葉斯·胡布納，德國畫家

### 11月14日
- 比利·克萊伯恩，美國槍手

### 11月20日
- 亨利·德雷伯，美國天文學家

## 12月

### 12月3日
- 阿奇博爾德·坎貝爾·泰特，坎特伯雷大主教

### 12月6日
- 阿爾弗雷德·埃舍爾，瑞士政治家、鐵路企業家
- 路易·布朗，法國政治家、歷史學家
- 安东尼·特罗洛普，英國小說家，郵政官員

### 12月9日
- 露西·史密斯·米利金，早期後期聖徒，約瑟·斯密的妹妹

### 12月10日
- 亞歷山大·加德納，蘇格蘭攝影師

### 12月18日
- 老亨利·詹姆斯，美國神學家

### 12月21日
- 弗朗切斯科·阿耶兹，義大利畫家

### 12月27日
- 若望·洛西，意大利天主教神父、传教士。

### 12月31日
- 莱昂·甘必大，法國政治家

## 日期不詳
- 歐仁妮·盧斯，法國教育家[3]